# メタル・チャーチ
メタル・チャーチ（Metal Church）は、アメリカ合衆国出身のヘヴィメタル・バンド。
スラッシュメタルが成立する草創期の時代から、スラッシーなサウンドを内包したパワーメタルを展開し、後続に影響を与えてきた老舗のグループ。

## 概要
NWOBHMにアメリカン・ハードロックの要素と、「驚くほどタイトなミュージシャンシップ」や「突き刺すような叫び声のボーカル」を組み合わせて、スラッシュメタルの形成に影響を与えたといわれる。
1980年にアメリカ合衆国のサンフランシスコで結成されたが、翌年にワシントン州のアバディーンに拠点を移している。短期間だが「シュラプネル（Shrapnel）」という名前を用いていたこともあった。アルバム・デビューは1984年である
中心人物のカート・ヴァンダーフーフ（ギター）は一度バンドを離れたが、復帰以後はヴァンダーフーフが主導権を握り、作品のほとんどを手掛ける。

## 略歴

### 結成期
1980年、カート・ヴァンダーフーフらを中心に、サンフランシスコを拠点にして結成された。この時期にオーディションを受けた人物として、後にメタリカのドラマーとなるラーズ・ウルリッヒがいた。
1981年にデイヴィッド・ウェイン（ボーカル）が加入し、1984年にファースト・アルバム『メタル・チャーチ』、1986年にはセカンド・アルバム『ザ・ダーク』をリリースしたが1988年に脱退。
1989年、カートが現場から離脱して楽曲提供者という立場になり、マイク・ハウ（ボーカル）が加入してのサード・アルバム『ブレッシング・イン・ディスガイズ』、1991年には4枚目となるアルバム『ザ・ヒューマン・ファクター』をリリース。この時期の作品は、バンドの最高傑作と評価する声も上がった。1994年にはマイクが脱退し、事実上解散。

### 再始動後

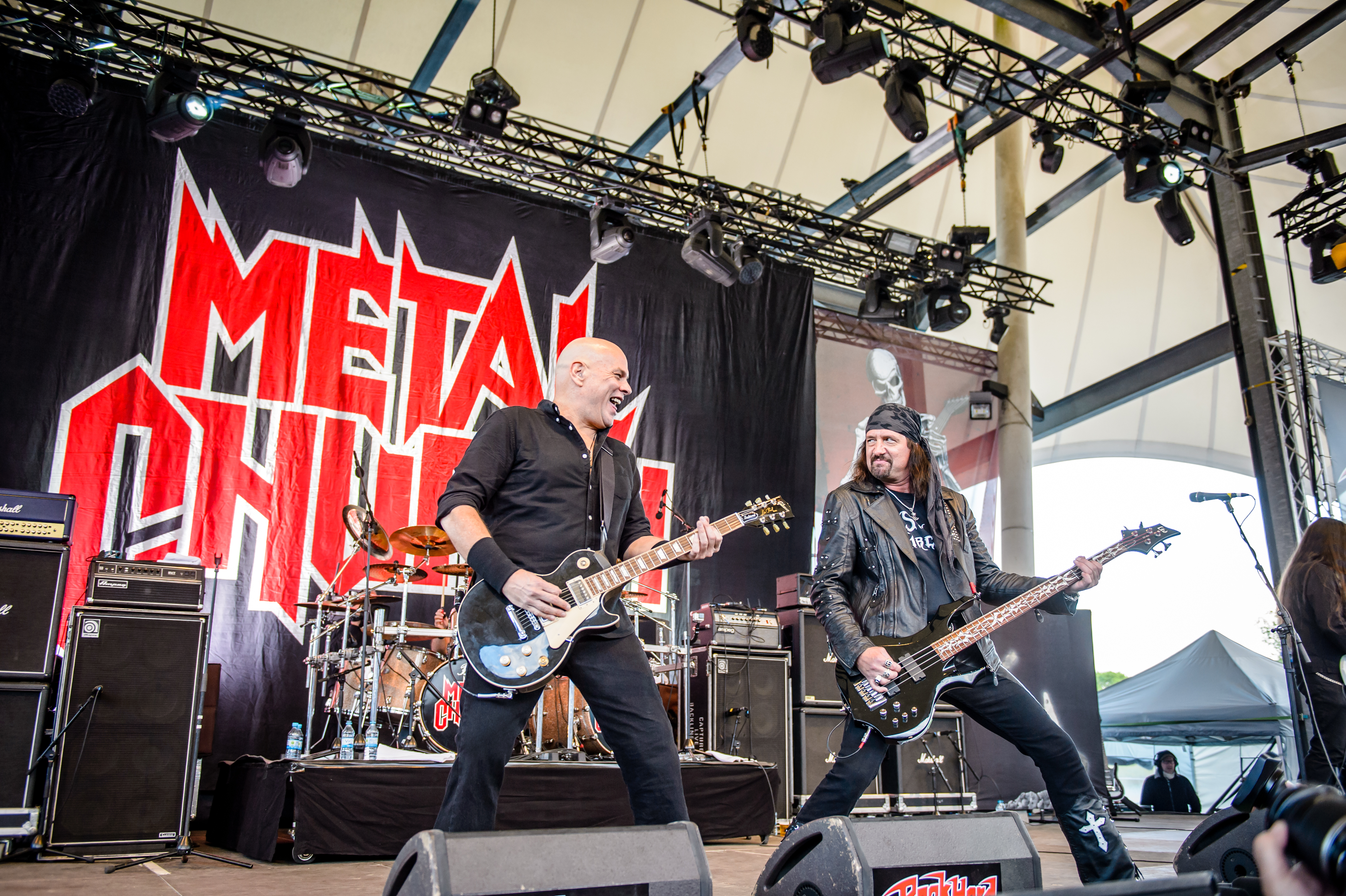
ドイツ・ゲルゼンキルヒェン公演 (2016年5月)

1998年に再結成を表明し、デイヴィッド・ウェインが復帰。翌年、アルバム『マスターピース』をリリース後、再度脱退する。
ボーカルが2004年からロニー・マンローに交代し、2014年まで在籍。そして2015年から約20年ぶりにマイク・ハウが復帰したが、2021年7月末に急死。2005年のデイヴィッド・ウェインに続き、2人目のレギュラー・ボーカルが亡くなった。

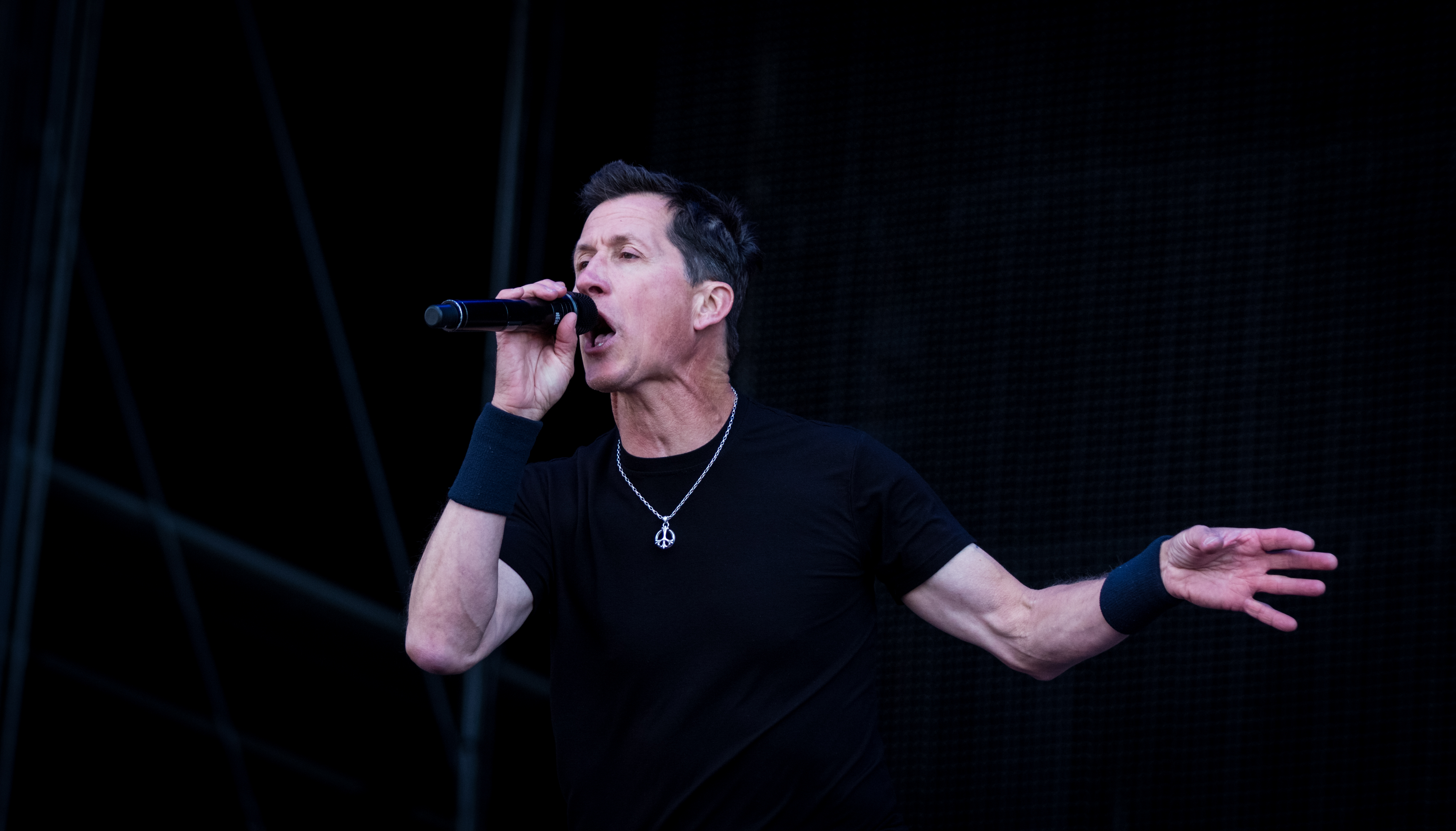
マイク・ハウ（2016年）

2023年に活動を再開し、ボーカルにマーク・ロペスを迎えた新体制でアルバムをリリース。

## 来日
- 1991年

11月19日 大阪モーダホール、11月20日・21日 CLUB CITTA'川崎
- 1994年

1月1日 名古屋、1月13日・14日・16日 CLUB CITTA'川崎
- 2019年

8月24日・25日 CLUB CITTA'川崎。
備考補足
- 2015年・2016年: 日本のロック・イベント「LOUD PARK」への参加を表明するが、いずれも出演をキャンセル[12]。

## メンバー
※2023年5月時点

### 現ラインナップ
- マーク・ロペス (Marc Lopes) - ボーカル (2023年- )
- カート・ヴァンダーフーフ (Kurdt Vanderhoof) - ギター (1980年-1986年、1998年-2009年、2012年- )
- リック・ヴァン・ザント (Rick Van Zandt) - ギター (2008年-2009年、2012年- )
- スティーヴ・ウンゲル (Steve Unger) - ベース (2004年-2009年、2012年- )
- ステット・ハウランド (Stet Howland) - ドラムス (2017年- )

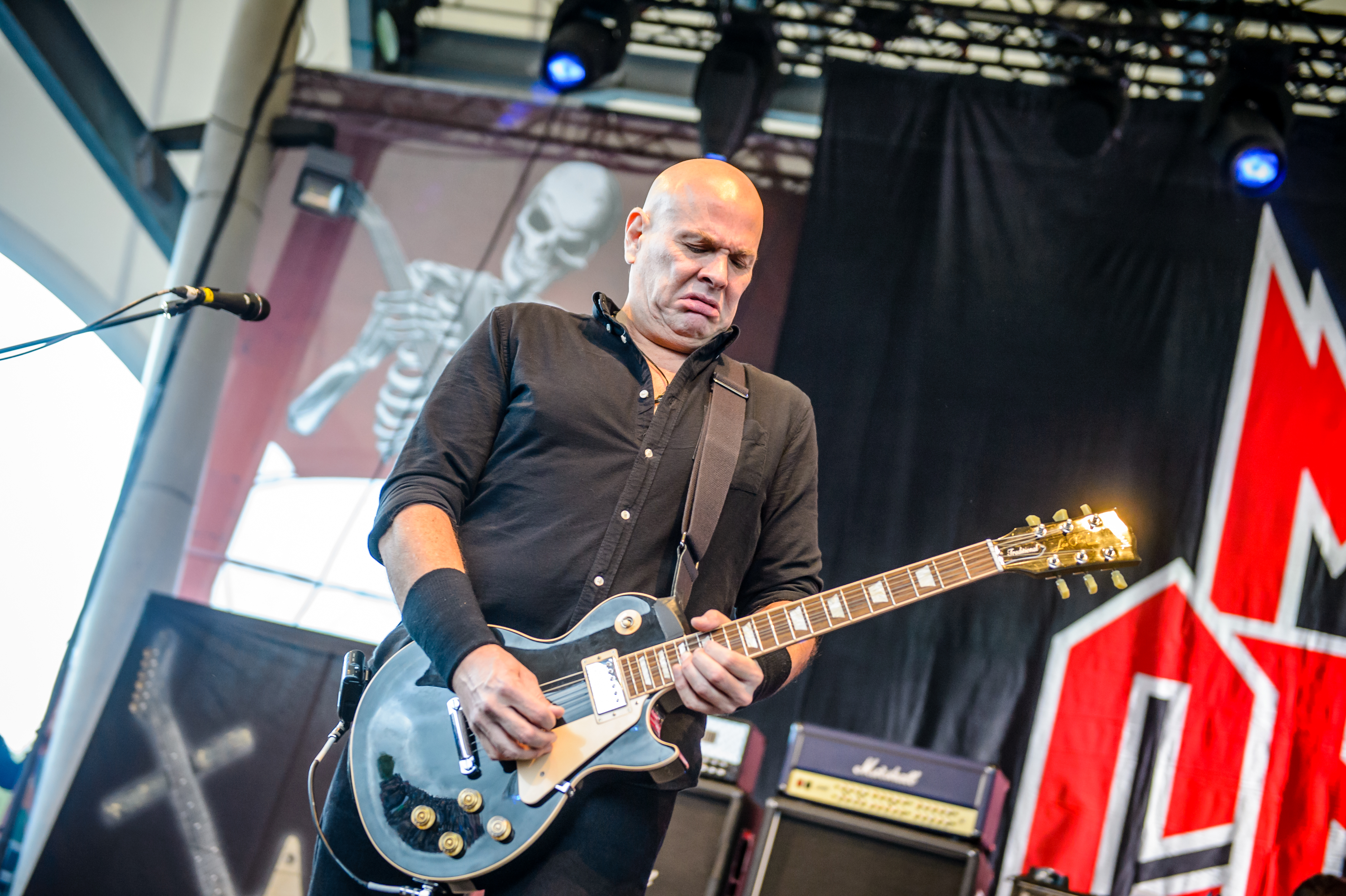
カート・ヴァンダーフーフ (G) 2016年
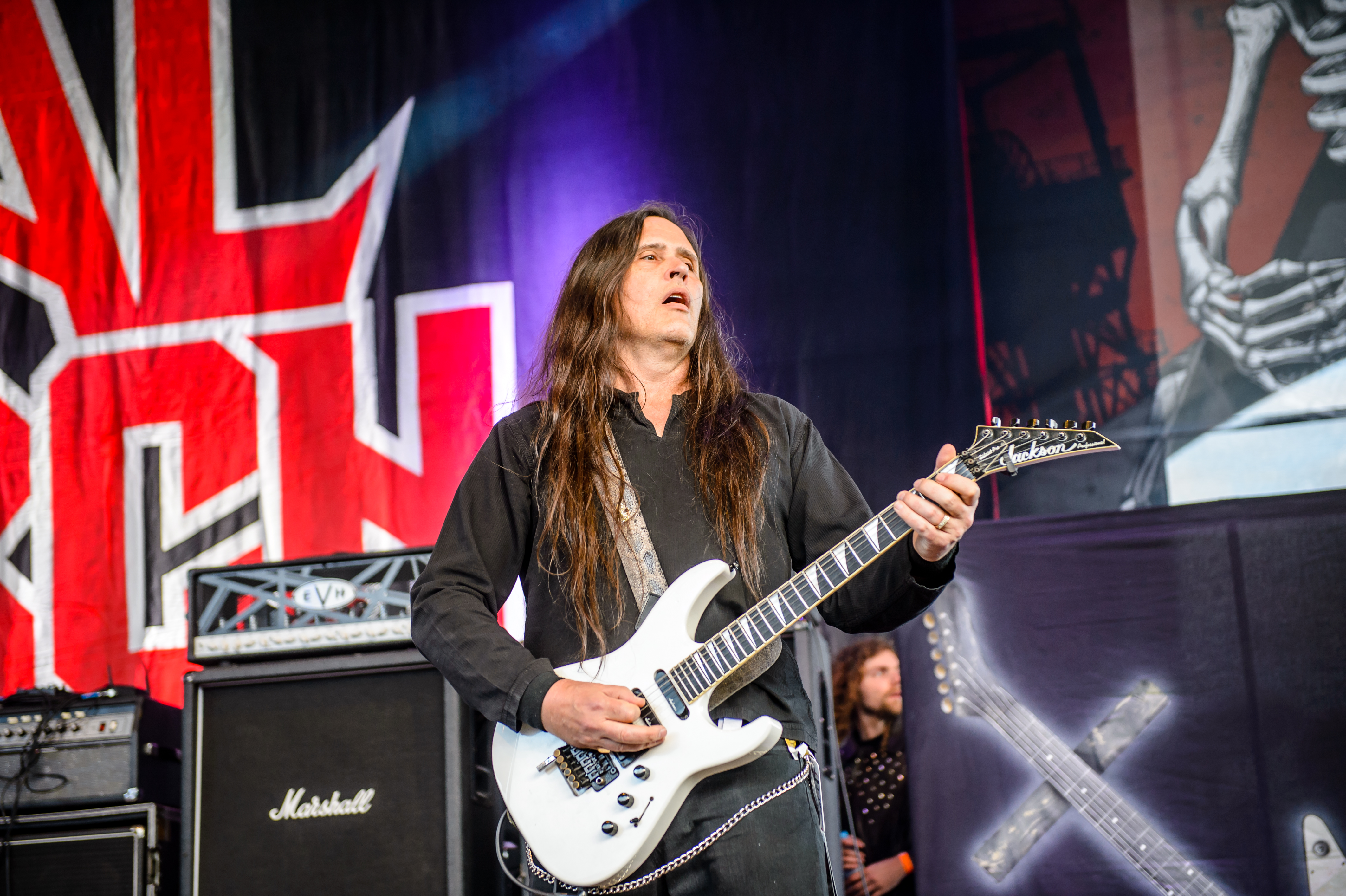
リック・ヴァン・ザント (G) 2016年
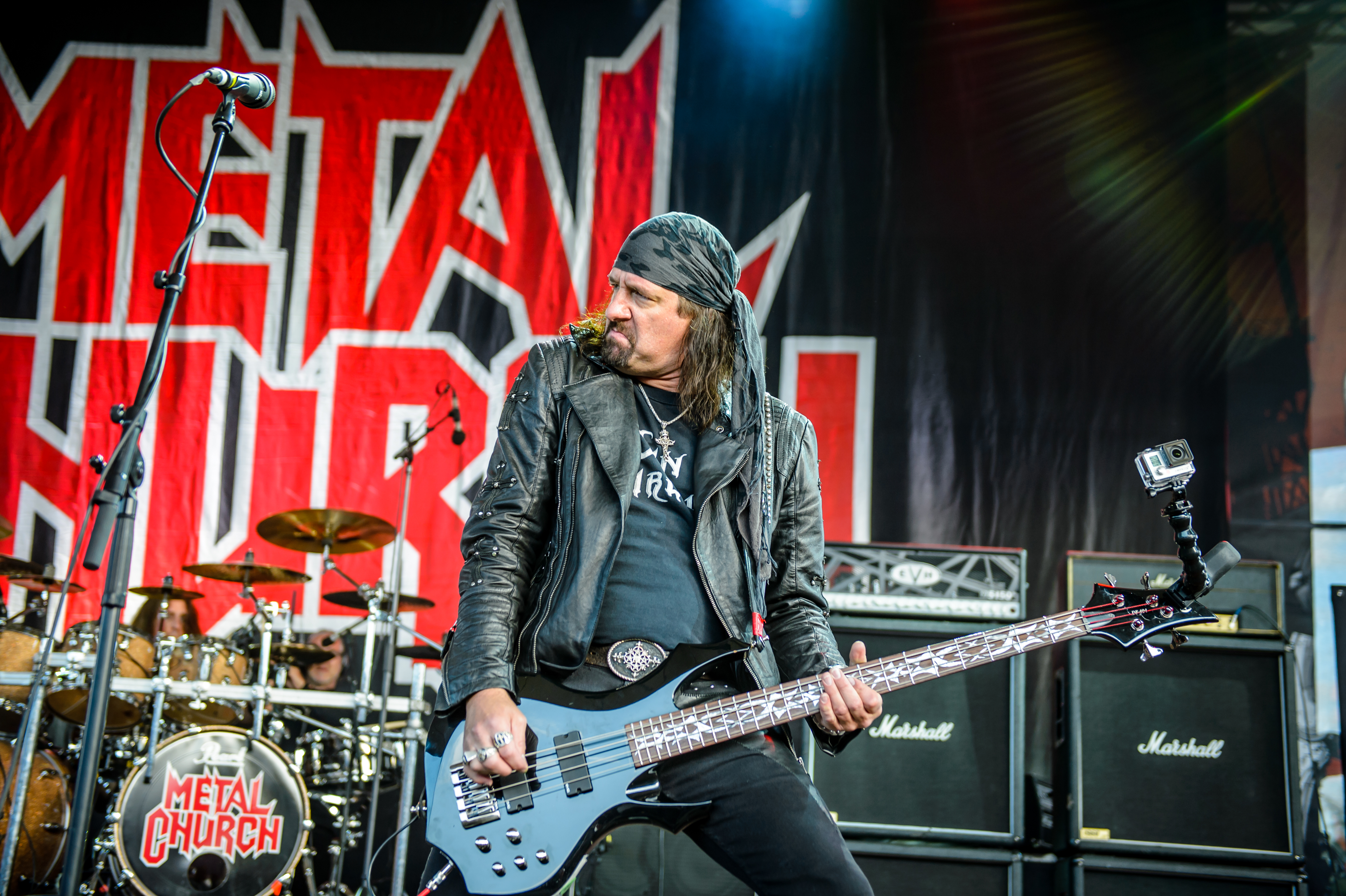
スティーヴ・ウンゲル (B) 2016年

### 旧メンバー
デビュー前
- ウィリアム マッケイ (William McKay) - ボーカル (1980年)
- エド・ブル (Ed Bull) - ボーカル (1980年)
- リック・コンドリン (Rick Condrin) - ギター (1980年) ※2014年死去
- スティーヴ・ホット (Steve Hott) - ベース (1980年)
- リック・ワグナー (Rick Wagner) - ドラムス (1980年)
- アーロン・ジンペル (Aaron Zimpel) - ドラムス (1980年)
- カール・サッコー (Carl Sacco) - ドラムス (1980年)
- マイク・マーフィー (Mike Murphy) - ボーカル (1981年)
- トム・ウェバー (Tom Weber) - ドラムス (1981年)

デビュー後
- クレイグ・ウェルズ (Craig Wells) - ギター (1981年-1994年、1998年)
- デューク・エリクソン (Duke Erickson) - ベース (1981年-1994年、1998年-1999年、2000年-2001年)
- カーク・アーリントン (Kirk Arrington) - ドラムス (1982年-1994年、1998年-1999年、2000年-2006年) ※2023年5月22日死去[13]
- デイヴィッド・ウェイン (David Wayne) - ボーカル (1983年-1988年、1998年-2001年) ※2005年死去
- マーク・ベイカー (Mark Baker) - ギター (1986年)
- ジョン・マーシャル (John Marshall) - ギター (1986年-1994年、1998年-2001年)
- マイク・ハウ (Mike Howe) - ボーカル (1988年-1995年、2015年–2021年) ※2021年死去
- ブライアン・レイク (Brian Lake) - ベース (1999年)
- ジェフ・ウェイド (Jeff Wade) - ドラムス (1999年)
- ロニー・マンロー (Ronny Munroe) - ボーカル (2004年-2009年、2012年-2014年)
- ジェイ・レイノルズ (Jay Reynolds) - ギター (2004年-2008年、2012年)
- ジェフ・プレイト (Jeff Plate) - ドラムス (2006年-2009年、2012年-2017年)

## ディスコグラフィ

### スタジオ・アルバム
- 『メタル・チャーチ』 - Metal Church (1984年)
- 『ザ・ダーク』 - The Dark (1986年)
- 『ブレッシング・イン・ディスガイズ』 - Blessing in Disguise (1989年)
- 『ザ・ヒューマン・ファクター』 - The Human Factor (1991年)
- 『ハンギング・イン・ザ・バランス』 - Hanging in the Balance (1993年)
- 『マスターピース』 - Masterpeace (1999年)
- 『ザ・ウェイト・オブ・ザ・ワールド』 - The Weight of the World (2004年)
- A Light in the Dark (2006年)
- 『ディス・プレゼント・ウェイストランド』 - This Present Wasteland (2008年)
- 『ジェネレーション・ナッシング』 - Generation Nothing (2013年)
- 『イレヴン』 - XI (2016年)[14]
- 『ダムド・イフ・ユー・ドゥ』 - Damned If You Do (2018年)
- 『コングレゲイション・オブ・アナイアレイション〜殲滅のメタル集会』 - Congregation of Annihilation (2023年)

### ライブ・アルバム
- 『ライヴ』 - Live (1998年)
- 『ライヴ・イン・ジャパン』 - Live in Japan (1998年)
- Classic Live (2017年)

### コンピレーション・アルバム
- 『エレクトラ・イヤーズ 1984-1989』 - The Elektra Years 1984-1989 (2020年)
- 『フロム・ザ・ヴォルト〜メタル金庫室〜』 - From the Vault (2020年)